# ドイツ連邦道路4号線
ドイツ連邦道路4号線（ドイツれんぽうどうろよんごうせん、ドイツ語: Bundesstraße 4、別名：B 4）は、ドイツ連邦共和国のシュレースヴィヒ＝ホルシュタイン州からバイエルン州まで、ドイツの中央を北から南へ走る連邦道路である。ハンブルクとニュルンベルクを結ぶ直通ルートとなっている。
ハンブルク以北の区間はアウトバーン 7（A 7）と並行し、州立道路に格下げされている。ハルシュタットとエアランゲンの区間はアウトバーンA 70とA 73と並行し、同じく州立道路に格下げされている。
ドイツ連邦道路4番線はかつてのドイツ国道路4番線で、クヴィックボルン北方では1945年5月4日、ドイツ国防軍海軍の最後の司令官フォン・フリーデブルクが、西側連合軍との停戦交渉のためにイギリス第2軍将校と会談した。

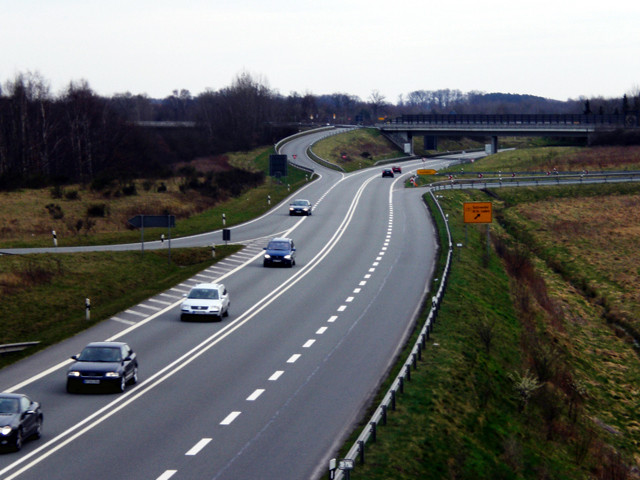
ユルゼンUelzen近く
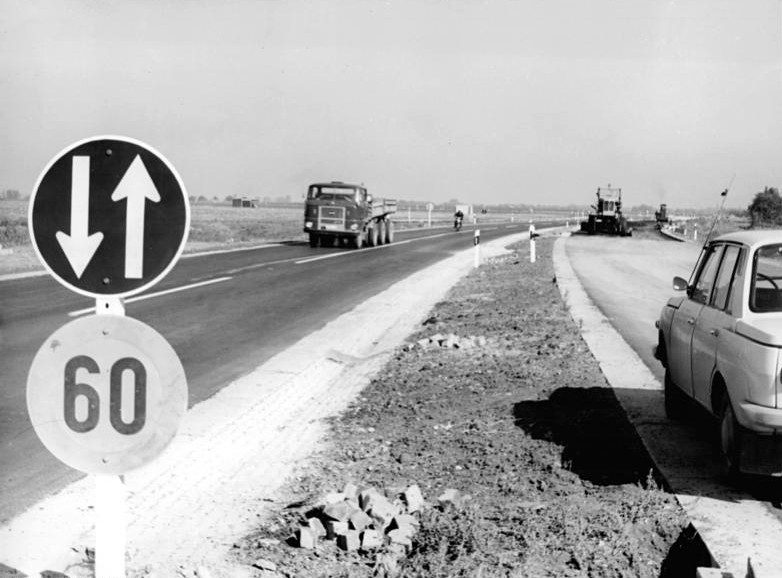
エアフルト近くを建設中（1971年）